# 中国台湾网
中国台湾网，是中共中央台湾工作办公室管理的新闻网站，创建于1999年7月。

## 内容
2011年的研究表明，中国台湾网关于中国大陆的新闻，主要为科教文化、经济、社会医疗等类型，而政治、两岸关系类型的新闻相对较少。引用的消息来源主要为新华网等中央级新闻网站，新闻主要以城市为主，且正面新闻较多。

## 争议
據2019年5月16日台湾《蘋果日報》報導，此新聞網站為常見散播爭議資訊的來源，而已被中華民國國家安全局列入監控名單當中。
2019年6月，中国台湾网指出自由時報於5月內報導了38則有關粵港澳大灣區的報導，其後《自由時報》反駁其說法和指出他們僅報導21則，幾乎都是對大灣區「一國兩制」宣傳的提醒。